# Господь сказал — ха!
«Господь сказал — Ха!» (англ. God Said "Ha!") — фильм Джулии Суини. Исполнительный продюсер — Квентин Тарантино. Премьера состоялась 14 марта 1998 года в США на кинофестивале «South by Southwest». Затем 13 сентября 1998 года фильм был показан в Канаде на международном кинофестивале в Торонто. И, наконец, очень ограниченным тиражом прокат фильма стартовал 12 февраля 1999 года в Нью-Йорке всего на двух экранах. За две недели показов сборы в США составили 56 тыс. $. Релиз на DVD состоялся 6 мая 2003 года.

## Сюжет
Джулия Суини в форме монолога рассказывает зрителям о трудном времени в её жизни, когда её брат боролся с раком, и у неё также была диагностирована редкая форма рака.

## В ролях
- Джулия Суини — играет саму себя
- Квентин Тарантино — играет самого себя

## Съёмочная группа
- Джулия Суини — режиссёр, сценарист, автор идеи
- Квентин Тарантино — исполнительный продюсер
- Марк Фридман — ассоциированный продюсер
- Рана Джой Гликман — продюсер
- Грег Кэчел — сопродюсер
- Доун Тодд — линейный продюсер
- Джон Хора — оператор
- Энтони Маринелли — композитор
- Фабьен Роули — монтаж
- Гэйл Бенетт — художник-постановщик
- Кайла Эддлеблют — художник-постановщик
- Стив Джойер — художник-постановщик
- Том Биггерт — художник по декорациям
- Мэри Зофрис — художник по костюмам
- Крэйг Вудс — монтаж звука
- Стивен Урен — первый ассистент режиссёра

## Критика
Фильм был достаточно хорошо принят критиками, получив на Rotten Tomatoes 86 % свежести при 33-х рецензиях. Средняя оценка критиков 6,9 из 10-ти. Лишь Джеффри Уэстхофф из «Northwest Herald» и Стив Родс из «Internet Reviews» высказались о фильме в отрицательных тонах. Стив Родс написал: «Несмотря на то, что спектакль снять проще, нежели фильм, немногие зрители смогут вытерпеть полтора часа беспрерывного монолога. Попытка переместить спектакль на экран, не производя никаких изменений, почти всегда является плохой идеей. Условия отличаются и требуют разных подходов».
Среди 11-ти топовых критиков, шестеро воздержались от оценки, а пятеро оценили фильм положительно. Среди тех, кто отнёсся к фильму нейтрально, Эндрю Саррис из «The New York Observer». Несмотря на нейтральную оценку, он написал: «Фильм представляет тот редкий сплав жизни и искусства, который взрывается на экране, не имея какого-то продуманного плана. Это идёт непосредственно из сердца и разума. В то время, когда Голливуд загипнотизирован бессмысленными спецэффектами, эта работа напоминает, что основным источником вдохновения для величайших повестей, театральных или кинематографических работ является неистощимое многообразие человеческих переживаний».
Роджер Эберт на страницах издания «Chicago Sun-Times» оценил фильм в 3,5 звезды из 4-х возможных, сказав: «В конце фильма мы чувствуем, что прошли через многое вместе с Джулией и Майком Суини и их семьёй. Нам грустно, но мы улыбаемся». Эмануэль Леви из «Variety» написал: «Джулия Суини произносит длинный монолог, который настолько изящен и эмоционален, что она совершает практически невозможное: очаровывает зрителей на протяжении 85-ти минут».

## Похожие работы
- Анатомия Грея (1996, Стивен Содерберг)
- Стальные магнолии (1989, Герберт Росс)
- Язык нежности (1983, Джеймс Л. Брукс)
- Семейный праздник (1995, Джоди Фостер)